# Eupolis
Eupolis (Atena, oko 445. pr. Kr. - ?, oko 410. pr. Kr.), starogrčki komediograf i jedan od poznatijih predstavnika starogrčke komedije.
Napisao je 17 komedija, od kojih su sačuvani samo fragmenti. Poznato je da se satirički odnosio prema suvremenicima i tadašnjim zbivanjima. Tako u komadu Atenske općine pokušava podići moral nakon poraza Atenjana na Siciliji, u Gradovima kritizira odnos spram pokorenih gradova, a u komediji Koze satirički opisuje tadašnju glazbu. 
God. 421. komedijom Laskavci natjecao se s Aristofanovim komadom Mir i pobijedio.